# Élections législatives nord-irlandaises de 2007
Les élections législatives nord-irlandaises de 2007 (en anglais : Northern Ireland Assembly election, 2007) étaient les troisièmes élections à l'Assemblée d'Irlande du Nord. Elles se sont déroulées le 7 mars 2007. Au moment du scrutin, les institutions nord-irlandaises étaient suspendues depuis près de quatre ans et demi.

## Contexte
Lors des élections de 2003, le Parti unioniste démocrate (DUP) et le Sinn Féin étaient devenus les deux plus importants partis d'Irlande du Nord. Toutefois, ces deux partis, aux positionnements radicaux, n'étaient pas parvenus à une entente pour former le gouvernement d'union nationale requis par l'accord de Belfast de 1998. En conséquence, le Royaume-Uni avait dû maintenir son administration directe sur le territoire, l'Assemblée ne s'était jamais réunie et aucun exécutif n'avait été formé.
Au lieu de cela, une longue série de négociations a commencé. Durant celles-ci, une assemblée séparée, appelée « l'Assemblée », constituée des députés élus en 2003, a été formée en mai 2006 afin de permettre aux partis de négocier et préparer le futur gouvernement.
Finalement, en octobre 2006, les gouvernements britannique, irlandais, et les partis politiques nord-irlandais, y compris le DUP et le Sinn Féin, pourtant farouchement opposés, trouvèrent un nouveau terrain d'entente, confirmé par l'accord de Saint-Andrews. Une nouvelle assemblée, baptisée « Assemblée transitoire », a alors pris ses fonctions le 24 novembre 2006. L'Assemblée transitoire a été dissoute le 30 janvier 2007, en vue de nouvelles élections.

## Partis en présence
Chez les unionistes, les principales formations étaient le Parti unioniste démocrate (DUP), du pasteur Ian Paisley, premier parti de la province, et le Parti unioniste d'Ulster (UUP), dirigé par l'ancien ministre Reg Empey et vainqueur des premières élections, en 1998. Le camp nationaliste était pour sa part dominé par le Sinn Féin, conduit par Gerry Adams et un temps considéré comme la branche politique de l'Armée républicaine irlandaise (IRA), et le Parti social-démocrate et travailliste (SDLP), de l'ancien vice-Premier ministre Mark Durkan. Enfin, le Parti de l'Alliance de l'Irlande du Nord (APNI), de David Ford, continuait de revendiquer la fin des clivages religieux et territoriaux.

## Mode de scrutin
L'Assemblée comptait cent huit membres, élus lors d'un scrutin à vote unique transférable dans les dix-huit circonscriptions utilisées pour l'élection des députés à la Chambre des communes du Royaume-Uni, à raison de six élus par circonscription.

## Résultats
| Parti                           | Parti                                           | Voix    | %      | +/-     | Sièges | +/- |
| ------------------------------- | ----------------------------------------------- | ------- | ------ | ------- | ------ | --- |
|                                 | Parti unioniste démocrate (DUP)                 | 207 271 | 30,1 % | + 4,4 % | 36     | + 6 |
|                                 | Sinn Féin                                       | 180 573 | 26,2 % | + 2,6 % | 28     | + 4 |
|                                 | Parti unioniste d'Ulster (UUP)                  | 103 145 | 14,9 % | - 7,8 % | 18     | - 9 |
|                                 | Parti social-démocrate et travailliste (SDLP)   | 105 164 | 15,2 % | - 1,8 % | 16     | - 2 |
|                                 | Parti de l'Alliance de l'Irlande du Nord (APNI) | 36 139  | 5,2 %  | + 1,5 % | 7      | + 1 |
|                                 | Divers                                          | 35 278  | 5,1 %  | + 0,2   | 3      | ±   |
| TOTAL (participation : 62,31 %) | TOTAL (participation : 62,31 %)                 | 668 020 | 96,7 % | n/a     | 108    | n/a |

## Conséquences
Tant le DUP que le Sinn Féin se sont fortement renforcés à l'occasion de ce scrutin, l'UUP, ancien parti de David Trimble, prix Nobel de la paix et premier Premier ministre à compter de l'accord du Vendredi saint de 1998, connaissait une sévère défaite en finissant quatrième en termes de votes. Malgré la victoire des principales forces « radicales » de chaque camp, les quatre principaux partis locaux se sont mis d'accord pour former un nouvel exécutif dans lequel le DUP, en tant que plus important parti politique de la communauté la plus représentée, détiendrait le poste de Premier ministre, tandis que le Sinn Féin, plus forte formation de la communauté opposée, obtenait le poste de vice-Premier ministre. Cet exécutif, qui comprenait quatre ministres du DUP, trois du Sinn Féin, deux de l'UUP et un du SDLP, dirigé par le pasteur Ian Paisley et Gerry Adams, est entré en fonction le 8 mai suivant.
À compter du 12 avril 2010, le Parti de l'Alliance de l'Irlande du Nord (APNI) a été invité à rejoindre l'exécutif afin d'y détenir le nouveau département de la Justice, chargé notamment de la direction de la police locale. Le gouvernement peut donc compter sur le soutien de 105 députés.